# چارلونا
چارلونا (به لهستانی:  Czarlona) یک روستا در لهستان است که در گمینا کورچین واقع شده‌است.